# Isla fluvial

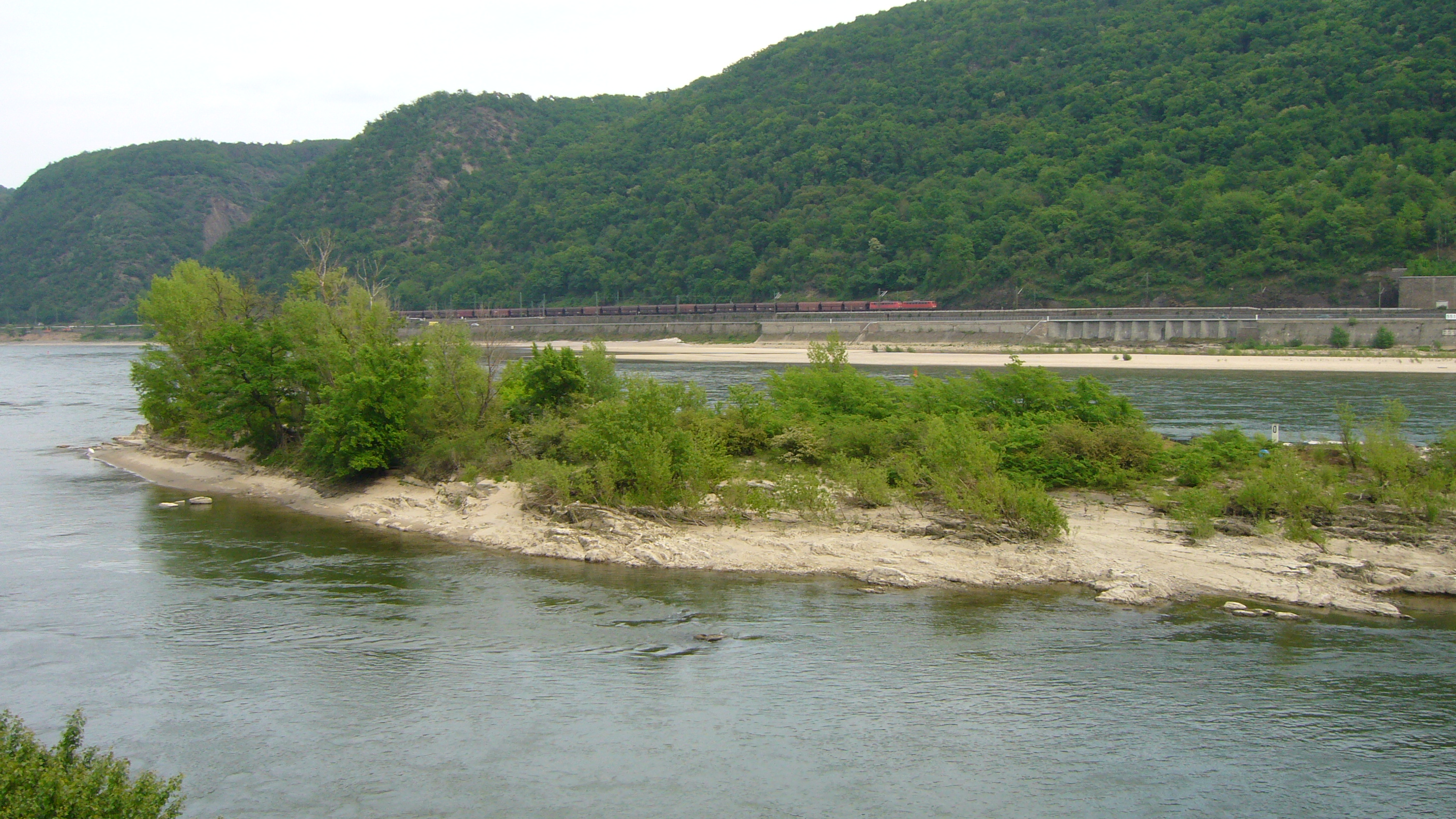
Una isla fluvial típica (río Rin).

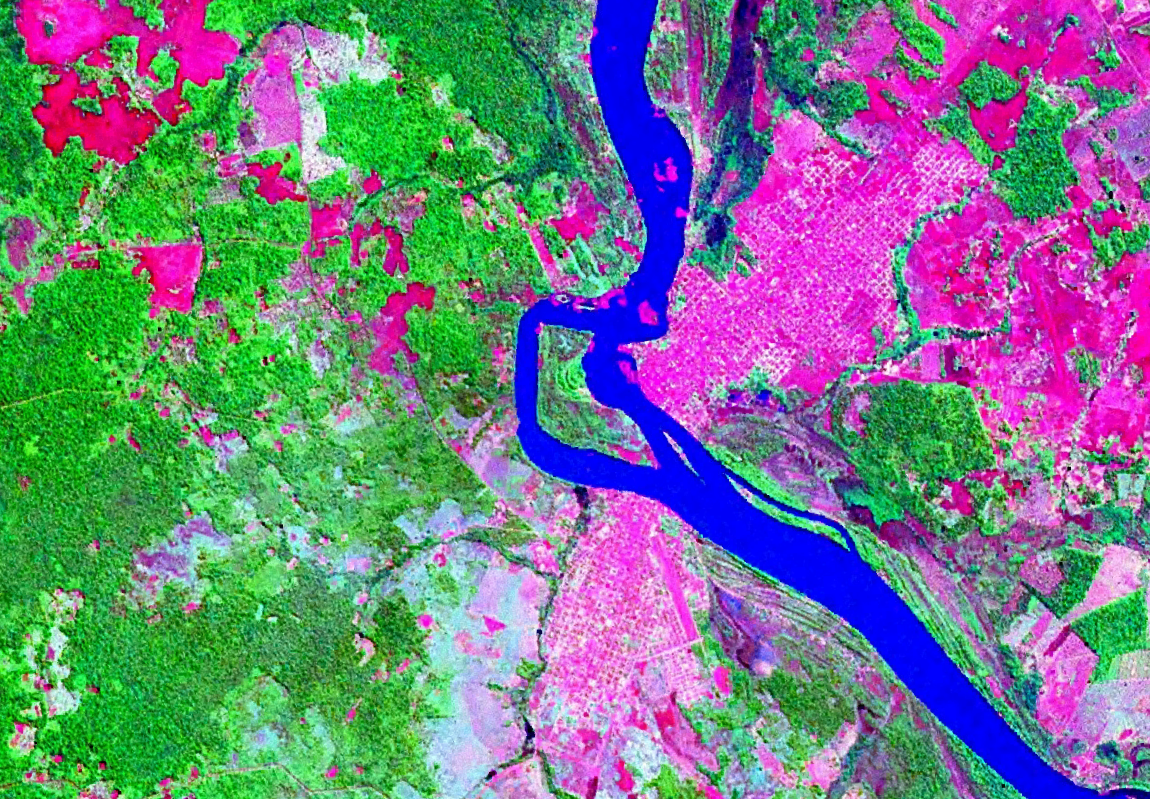
Imagen satelital de la isla fluvial Suárez (Bolivia - Brasil).

Una isla fluvial es cualquier masa de tierra o isla localizada en medio de un curso fluvial (río, arroyo, etc.). Junto con las islas lacustres pertenece al grupo de islas interiores. En español se utiliza el término mejana, sobre todo en la cuenca sedimentaria del Ebro. Etimológicamente procede del latín mediana, que significa «que está en medio».

## Geología
Las islas de los ríos, a diferencia de las islas marinas y al contrario de lo que se pudiese pensar, no suelen estar formadas por un terreno resistente a la erosión del cauce si no principalmente por depósitos aluviales o sedimentos, arena o grava. En parte por las inundaciones, están completamente separadas de la orilla del río. Debido al constante flujo del agua, las islas fluviales son a menudo estrechas y alargadas. Su forma y superficie pueden cambiar con más frecuencia que en otras islas, sobre todo después de una fuerte lluvia o inundación.
A lo largo del tiempo, el río excava y rellena periódicamente el cauce por el que discurre. Un valle extenso y de escasa pendiente, favorecido por la escasa resistencia a la erosión de la litología y una elevada capacidad erosiva, dará lugar a acumulaciones detríticas de antiguos lechos del río y que corresponden a los depósitos de canal: gravas y arenas, y de desbordamiento: decantación del material fino.
Los elementos geomorfológicos del cauce, representados por barras de gravas. Dan a las mejanas su forma habitual larga y estrecha, pudiendo ser penínsulas o islotes dependiendo de su extensión. Son rápidamente colonizados por la vegetación y sirven de refugio a las aves. Apareciendo siempre donde la dinámica del río favorece su existencia.

## Geografía
La mayor isla fluvial del mundo está en Brasil, en el río Araguaia, la isla del Bananal (actualmente, con 19.162 km²). También se suele considerar a veces como islas fluviales al conjunto de islas Marajó, que están rodeadas de varios afluentes en la desembocadura del Amazonas (actualmente con 47.573 km²), aunque en sentido estricto son islas costeras.

## Variaciones regionales
- El término "towhead" ("banco de arena") implica un pequeño islote o banco de arena en un río (frecuentemente en el río Misisipi) con una agrupación o grupo de árboles, y se utiliza a menudo en el Medio oeste de Estados Unidos. Muchos ríos, si son lo suficientemente anchos, puede albergar considerablemente grandes islas. El término "towhead" fue popularizado por la obra de Mark Twain, Las aventuras de Huckleberry Finn.
- En Inglaterra, a una isla en el río Támesis se le conoce como una "ait".